# Fissidens megalotis
Fissidens megalotis là một loài Rêu trong họ Fissidentaceae. Loài này được Schimp. ex Müll. Hal. mô tả khoa học đầu tiên năm 1858.